# SZD-6 Nietoperz
SZD-6 Nietoperz – polski, jednomiejscowy, szybowiec doświadczalny konstrukcji drewnianej. Zaprojektowany w 
Szybowcowym Zakładzie Doświadczalnym w Bielsku-Białej.

## Historia
Prace nad szybowcem rozpoczęto pod koniec lat 40., którymi kierowali inż. Władysław Nowakowski i Justyn Sandauer. Projekt szybowca przedstawiał się interesująco z uwagi na bezogonową konstrukcję nośną, której inicjatorem był Władysław Nowakowski. W związku z nietypową konstrukcją szybowiec nazwano Nietoperz.
Oblot Nietoperza przeprowadził 12 stycznia 1951 r. Adam Zientek na lotnisku w Katowicach, gdzie szybowiec został przetransportowany z Bielska-Białej. Oblot w Bielsku był ryzykowny z powodu bliskości gór, co mogło powodować większe zawirowania powietrza. Lotnisko w Katowicach wybrano również z uwagi na to, że dysponowało dłuższym pasem startowym. Loty doświadczalne przeprowadzano na Nietoperzu do końca 1959 r., kiedy to szybowiec trafił do Instytutu Lotnictwa na próby państwowe które prowadził Sławomir Makaruk
Badano w locie trzy warianty szybowca różniące się sposobem sterowania:
- wariant I - zamiast steru wysokości posiadał lotki wychylające się zgodnie w górę lub dół, lotki zewnętrzne miały większe wychylenie od wewnętrznych. Te same lotki, przy ruchu drążka sterowego na boki, dawały efekt przechylenia. Klapy były umieszczone na środkowej części skrzydła. Funkcję hamulca aerodynamicznego spełniały lotki zewnętrzne, w tym czasie lotki wewnętrzne spełniały rolę steru wysokości. W tej konfiguracji szybowiec wykazywał się bardzo dobrą statecznością dynamiczną podłużną, natomiast stateczność poprzeczną uznano za niedostateczną. Szybowiec wykonywał podstawową akrobację bez trudności.
- wariant II - stery wysokości, lotki i klapy jak w wariancie I. Ster kierunku został unieruchomiony i spełniał rolę dużego statecznika. Uruchamianie hamulców aerodynamicznych odbywało się za pomocą pedałów sterowania. Wariant ten wykazał się niską skutecznością sterowania przy małych kątach natarcia, wystarczającą przy dużych. Ogólna sterowność nie zmieniła się w porównaniu z wariantem I.
- wariant III (latające skrzydło) - konfiguracja z wariantu II, pozbawiony był całkowicie steru kierunku z którego pozostał tylko szczątkowy statecznik. W tej konfiguracji szybowiec reagował na stery odwrotnie, zakręcał w stronę przeciwną od wychylenia drążka. Następnie przechodził w stromą spiralę "na łeb", trudną do opanowania.

Ostatecznie uznano, że szybowiec jest trudny w pilotażu i nadaje się wyłącznie do lotów doświadczalnych i to z zachowaniem specjalnych środków ostrożności. Po zakończeniu testów Nietoperz był używany w SZD do 26 kwietnia 1964 r.
19 sierpnia 1964 r. trafił do Muzeum Lotnictwa Polskiego w Krakowie jako jedyny egzemplarz tego szybowca. Posiada znaki rejestracyjne SP-1220.

## Konstrukcja
Jednomiejscowy średniopłat o układzie bezogonowca, konstrukcji drewnianej.
Skrzydło trójdzielne konstrukcji drewnianej. Część centralna połączona na stałe z kadłubem, posiadała skos do przodu. Części zewnętrzne, odejmowane o obrysie trapezowym i małym skosie do tyłu. Na odejmowanych częściach skrzydeł umieszczono dwudzielne lotki. Lotki wewnętrzne konstrukcji drewnianej, zewnętrzne rozchylane - metalowe. W środkowej części skrzydła zamocowano klapy.
Kadłub wielopodłużnicowy o przekroju sześciokątnym, kryty sklejką, zakończony szczątkowym statecznikiem pionowym oraz odejmowanym sterem. Usterzenie pionowe w postaci szczątkowego statecznika, który stanowił część kadłuba. Ster kierunku pokryty płótnem.
Podwozie płozowe, drewniana płoza znajdowała się pod przednią częścią kadłuba.